# Joann Fogarašij
Joann Fogarašij, rozený Joannes Fogarassy, pseudonym Berežanin (25. března 1786 Velyki Komjaty – 11. prosince 1834 Vídeň) byl podkarpatský rusínský etnograf, jazykovědec, kněz a učitel. V Užhorodu je po něm pojmenována ulice.

## Život a dílo
Studoval na teologických seminářích v Užhorodu (1808–1810) a v Trnavě (1811–1812). V roce 1813 byl vysvěcen na řeckokatolického kněze. Krátce působil jako,kněz v Rokosovu. V letech 1814–1818 byl rektorem Uherského řeckokatolického teologického semináře. V roce 1818 byl poslán do Vídně, kde působil jako pastor řeckokatolického kostela sv. Barbory při řeckokatolickém teologickém semináři, tzv. Barbareu, až do své smrti.
V Barbareu byl slovanský klub vedený slovinským lingvistou Jernejem Kopitarem,. V tomto klubu se Fogarašij seznamoval se studenty z jiných slovanských zemí a jejich jazyky. To ho přivedlo k aktivnímu srovnávacímu lingvistickému studiu, jehož výsledkem bylo dílo o rozdílech ve slovanských dialektech, zvláště mezi dialekty maloruskými a karpatoruskými nebo uhroruskými. které zaslal Ivanu Orlajovi. Fogarašij poukazoval na společný původ slovanských jazyků a v duchu panslavismu vyzýval všechny Slovany, aby se drželi církevní slovanštiny jako svého spisovného jazyka.
V roce 1833 vydal rusko-uherskou gramatiku Orosz magyar grammalika. Rutheno ungarica grammatica. Для скораго и легкаго языка обучения... у Вѣдню, 1833 a též dílo Origo et formacio Linguae Ugoricae – ungaricae rectius Magiaricae dictoe historice, philo et etymologice ac gramatice deducta. Viennae. Anno 1833 . Poukazoval na to, že maďarština je silně ovlivněna podunajskými slovanskými jazyky, což vzbudilo nevůli mezi maďarskými mocenskými kruhy.
Fogarašij je také autorem rozsáhlé (nepublikované) studie o Podkarpatských Rusínech.